# 波希米亚挖耳勺

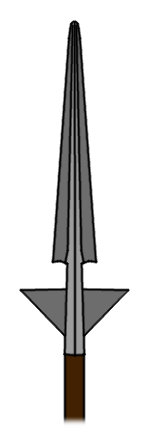
波希米亚挖耳勺

波希米亚挖耳勺（德语： Böhmischer Ohrlöffel 或Knebelspiess ，捷克语： ušatá sudlice  ）是一种长柄武器，其矛头长且宽，有套筒，矛头底部有两个外翻的矛耳  ，形成类似野猪矛的护圈。 
波西米亚挖耳勺最初源于中世纪早期（约14世纪）的长矛。它的使用可能并不局限于中欧。 它既可用于狩猎，也用于军事目的。
波西米亚挖耳勺在神圣罗马帝国的战争中有过使用。 